# Stylogaster frontalis
Stylogaster frontalis är en tvåvingeart som beskrevs av Krober 1914. Stylogaster frontalis ingår i släktet Stylogaster och familjen stekelflugor.
Artens utbredningsområde är Kongo. Inga underarter finns listade i Catalogue of Life.